# Богданівка (Хмельницький район)

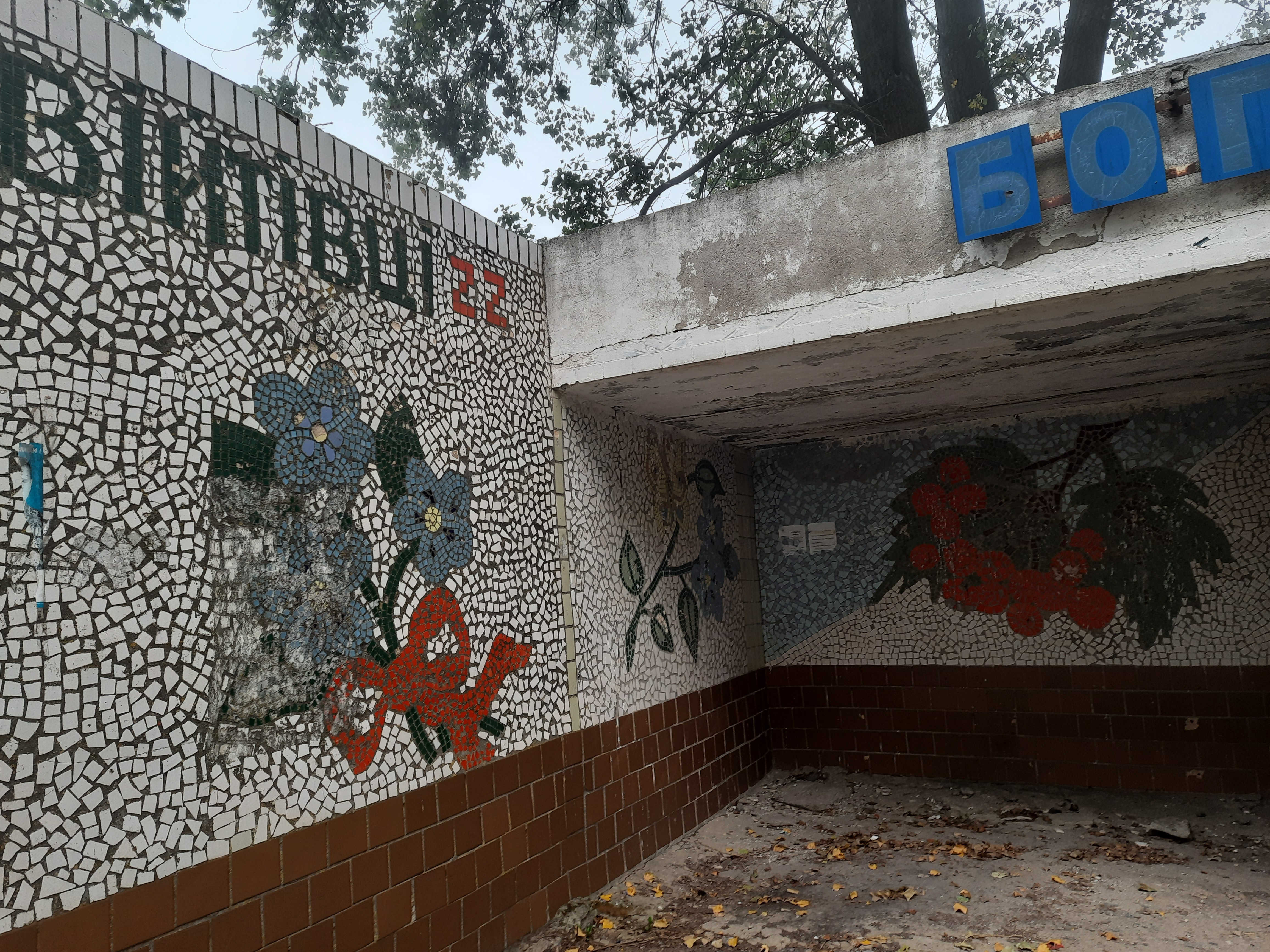
Автобусна зупинка біля села

Богда́нівка — село в Україні, у Волочиській міській громаді Хмельницького району Хмельницької області. Кількість населення станом на 2017 рік становила 413 осіб. До 2020 орган місцевого самоврядування — Богданівська сільська рада.

## Історія
Село під назвою Чухелі Малі (пол. Czuchele Male) було засноване близько 1720 року на лівому березі річки Рудка, яка тоді називалася Случчю. У 1728 році нараховувалося близько 20 дворів. Спочатку належало роду Острозьких, а з 1754 року згадується у польських документах як власність воєводи мстиславського Ігнація Сапіги. Із 1788 року село згадується вже під своєю сучасною назвою — Богданівка. Згідно даних польського історика Я. М. Гіжицького, син Ігнація Нестор Сапіга передав Чухелі Малі (разом із Чухелями Великими) під заставу поміщику Антону Гіжицькому, котрий у 1789 році викупив його і переніс на більш високий правий берег річки Рудка (за документами  — Случі).
У 1848 році у селі нараховувалося близько 100 дворів.
До Другого поділу Речі Посполитої 1793 року входило до Базалійської волості Кременецького повіту Речі Посполитої, надалі — до Купільської та Базалійської волостей Старокостянтинівського повіту Волинської губернії Російської Імперії. 
7 (20) листопада 1917 року, відповідно до Третього Універсалу Української Центральної Ради, увійшло до складу Української Народної Республіки.
Починаючи з 7 березня 1923 року по 4 квітня 1954 року село входило до Базалійського району, котрий у свою чергу у різні роки входив до різних радянських адміністративних утворень. З 1954 року по 2020 рік у складі Волочиського, а з 2020 — Хмельницького району Хмельницької області.
12 червня 2020 року, відповідно до розпорядження Кабінету Міністрів України № 727-р «Про визначення адміністративних центрів та затвердження територій територіальних громад Хмельницької області», увійшло до складу Волочиської міської громади. Колишній орган місцевого самоврядування — Богданівська сільська рада.

## Населення

### Мова
Розподіл населення за рідною мовою за даними перепису 2001 року :
| Мова       | Кількість | Відсоток |
| ---------- | --------- | -------- |
| українська | 518       | 98.48 %  |
| російська  | 8         | 1.52 %   |
| Усього     | 526       | 100 %    |

## Герб та прапор
Герб — щит перетятий срібною нитяною балкою. У першій лазуровій частині золота гранована восьмипроменева зірка. У другій срібний кущ квітучої гречки в стовп, супроводжуваний по сторонах двома золотими бджолами у стовп. Щит вписаний в декоративний картуш і увінчаний золотою сільською короною.
Прапор — квадратне полотнище поділене горизонтально на три смуги — синю, білу, зелену — у співвідношенні 7:1:7. На верхній смузі жовта гранована восьмипроменева зірка. На нижній біла квітка гречки, супроводжувана по сторонах двома жовтими бджолами.
Золота гранована зірка — символ Богородиці, знак покровительки села і сільського храму. Квітка гречки і бджоли — символ працелюбності жителів села, а також традиційного промислу жителів — бджільництва.

## Економіка
Наразі функціонують декілька приватних фермерських господарств, що займаються вирощуванням в основному зернових культур.
Сільський ставок періодично використовується різними орендарями для розведення і вилову риби.
У селі також знаходиться свиноферма групи компаній VITAGRO, головою ради директорів котрої є Народний депутат України 7-9 скликання Сергій Лабазюк.
На території колишнього колгоспу розташована сонячна електростанція на фотоелементах СЕС Богданівська номінальною потужністю до 2,4 МВт.

## Інфраструктура
В селі знаходиться Богданівська ЗОШ І-ІІ ступенів, на території котрої також працює дитячий садок. Наявні два дитячих майданчики: біля школи та біля будинку культури.
Є також бібліотека, будинок культури, православна церква і поштове відділення (індекс 31220).
|  |  |

## Культура
У будинку культури періодично проводяться заходи щодо відзначення пам'ятних дат: День Незалежності України, День села, Міжнародний жіночий день.
Є пам'ятник визволителям від нацистських загарбників на братській могилі та обеліск на честь жителів села, що загинули під час Другої світової війни. Біля будинку культури також знаходився пам'ятник Леніну, проте у 2017 році у зв'язку із законом про декомунізацію його було демонтовано.
|  |  |

## Голодомор в Богданівці
За даними різних джерел в селі в 1932—1933 роках загинуло близько 10 чоловік. На сьогодні встановлено імена 7. Мартиролог укладений на підставі поіменних списків жертв Голодомору 1932—1933 років, 1932—1933 років, складених Богданівською сільською радою. Поіменні списки зберігаються в Державному архіві Хмельницької област.
- Канюка Яків, 26 р., 1933 р., причина смерті від недоїдання
- Кравець Віра Марківна, 2 р., 1932 р., причина смерті від недоїдання
- Макогон Тимофій, 22 р., 1933 р., причина смерті від недоїдання
- Сім'я Кучер (з 3 –х осіб), вік не відомий, 1933 р., причина смерті від недоїдання

## Відомі люди
- Бурбан Володимир Якович — український публіцист, перекладач.
- Дичек Сергій Олександрович (1972—2020) — військовослужбовець 130 ОРБ, Збройних сил України, загинув при виконанні обов'язків, під час війни на сході України в районі хутора Вільний (Золоте-4, що входить до складу м. Золоте).[14]
- Савка Галина Михайлівна — заслужена артистка України, дружина Народного артиста України Степана Савки[15]